# Tákisz Ikonomópulosz
Tákisz Ikonomópulosz, görögül: Τάκης Οικονομόπουλος (Kalithéa, 1943. október 19. – Athén, 2025. február 10.) válogatott görög labdarúgó, kapus.

## Pályafutása

### Klubcsapatban
1961–62-ben az Apólon Zmírnisz, 1962–63-ban a Proodeftikí, 1963 és 1976 között a Panathinaikósz, 1976–77-ben a Panahaikí, 1977 és 1979 között ismét az Apólon labdarúgója volt. A Panathinaikósszal négy bajnoki címet és két görög kupagyőzelmet ért el. Tagja volt az 1970–71-es idényben BEK-döntős csapatnak.

### A válogatottban
1965 és 1974 között 25 alkalommal szerepelt a görög válogatottban.

## Sikerei, díjai
Panathinaikósz
- Görög bajnokság
  - bajnok (4): 1964–65, 1968–69, 1969–70, 1971–72
- Görög kupa
  - győztes (2): 1967, 1969
- Bajnokcsapatok Európa-kupája (BEK)
  - döntős: 1970–71